# Minussinsker Becken
Koordinaten: 53° 42′ 0″ N, 91° 41′ 0″ O

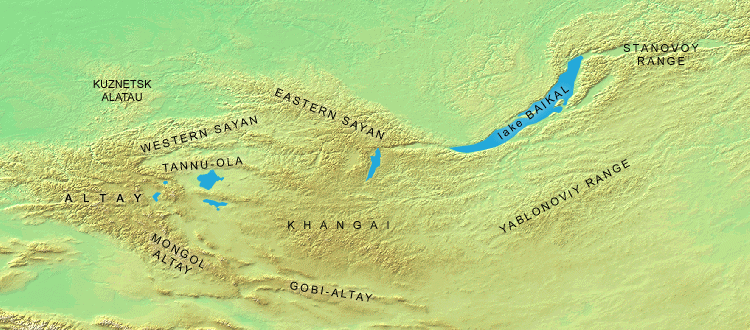
Minussinsker Becken im linken oberen Bildteil, eingerahmt von West- und Ostsajan sowie dem Kusnezker Alatau

Das Minussinsker Becken (russisch Минуси́нская котлови́на, Хакасско-Минусинская котлови́на) stellt den südlichen Teil der weitläufigeren Minussinsker Senke dar und erstreckt sich im Süden der russischen Region Krasnojarsk und in Chakassien zwischen den Bergketten der südsibirischen Gebirge.
Die Beckenlandschaft wird im Süden vom Westsajan, im Westen vom Abakangebirge und im Norden von den Ausläufern des Kusnezker Alatau sowie im Osten vom Ostsajan eingerahmt. Das Relief des Beckens entspricht vorwiegend einer wellig-gerippten Ebene, die durch Täler gegliedert wird. Die Höhe variiert von 200 bis 700 m. Das Minussinsker Becken ist von einer landwirtschaftlich genutzten Steppenlandschaft bedeckt. Es gibt Kohlevorkommen.
Der Jenissei durchfließt das Becken in nördlicher Richtung. Weitere bedeutende Flüsse im Becken sind Abakan, Oja und Tuba.
Größere Städte sind Abakan, Minussinsk und Tschernogorsk.

## Geschichte
Im Minussinsker Becken und der nördlich anschließenden Senke lebten die Jenissei-Kirgisen, bevor sie 840 ihr Reich gründeten. Nach dem Niedergang 924 durch den Angriff der Kitan zogen sich viele wieder hierher zurück. Seit dem Vertrag von Kjachta (1727) ist das Gebiet Teil Russlands.